# New Charleston Theatre
New Charleston Theatre, var en teater i Charleston i South Carolina i USA, verksam mellan 1837 och 1861.
Den ersatte Charleston Theatre, som hade gått i konkurs fyra år tidigare, och fick namnet New Charleston Theatre efter sin föregångare. 
Teatern brann ned under den stora branden i Charleston vid utbrottet av den amerikanska inbördeskriget 1861.